# 笑傲江湖II東方不敗
《笑傲江湖II東方不敗》（英語：The Legend of the Swordsman）是一部1992年上映的香港武俠電影，由程小東執導，徐克监制，李连杰、林青霞、關之琳及李嘉欣主演，改編自金庸武俠小说《笑傲江湖》。本片入圍第29屆金馬獎及第12屆香港電影金像獎共九項提名，最終榮獲最佳服裝造型設計。

## 劇情
華山大弟子令狐沖與岳靈珊前往任盈盈所在野店與大暴牙、傻屁股、陸大有等六個師兄弟相會，欲一同退出江湖。卻受任盈盈之託尋找其失蹤的父親，日月神教前教主任我行，終卷入血腥的江湖紛爭。東方不敗取任我行而代之為教主，野心勃勃的他獲得武林秘笈《葵花寶典》後，不惜自宮苦練，望一統天下。其身心因為葵花寶典之故卻越發女性化。一日，令狐與東方相遇，將其誤認為女性，旋即互生情意。東方礙於自己是男兒身，遂命愛妾詩詩在黑暗中與令狐纏綿，而伺機夜襲野店欲殺任氏父女，一眾華山弟子被殺。令狐決心上黑木崖復仇，與東方決一生死......
天下風雲出我輩，一入江湖歲月催，皇圖霸業談笑中，不勝人生一場醉。——  令狐沖（李連杰）與東方不敗（林青霞）飲酒時所朗誦。
提劍跨騎揮鬼雨，白骨如山鳥驚飛，塵事如潮人如水，只嘆江湖幾人回。——  岳靈珊（李嘉欣）將劍留在馬墳時所讀。

## 演員

### 主演
| 演員   | 角色     | 粵語配音                              | 備註 |
| 李連杰 | 令狐沖   | 朱子聰                                | 華山派大弟子                                                                                                   |
| 林青霞 | 東方不敗 | 男：紹子逸及女：廖靜妮 (粵語：何錦華) | 日月神教教主，詩詩之夫，半男半女，令狐沖好友，劇中的大反派。                                                   |
| 關之琳 | 任盈盈   |                                       | 任我行之女 |
| 李嘉欣 | 岳靈珊   | 陸惠玲                                | 華山掌門岳不群之女，暗戀師兄令狐沖。                                                                           |
| 李子雄 | 服部千軍 |                                       | 東瀛忍者，也是東方不敗身邊唯一的忠誠者，在聽從東方不敗命令執行圍殺任我行計劃時，被任我行用吸星大法吸乾頭顱而死 |
| 袁潔瑩 | 藍鳳凰   |                                       | 任盈盈手下，岳靈珊好友，對令狐沖有好感。                                                                       |

### 合演演員
| 演員   | 角色             | 粵語配音 | 備註 |
| 劉 洵  | 向問天（向左使） | 高翰文   | |
| 任世官 | 任我行           | 文德耀   | 日月神教教主 任盈盈之父                                                                                  |
| 余安安 | 詩詩             | 黃鳳英   | 東方不敗愛妾 （特別客串）                                                                                |
| 錢嘉樂 | 猿飛日月         | 謝君豪   | 東瀛忍者，為了對付東瀛大將軍豐臣秀吉而屈就東方不敗，最後卻因一窺葵花寶典之秘而被東方不敗所殺（友情客串） |
| 張國樑 |                  |          | （友情客串）                                                                                             |
| 金揚樺 |                  |          | （友情客串）                                                                                             |

## 電影音樂
| 曲別   | 歌名           | 作詞 | 作曲 | 編曲   | 演唱者                           | 備註             |
| 主題曲 | 〈滄海一聲笑〉 | 黃霑 | 黃霑 | 顧嘉煇 | 羅文、周小君                     | BMG Pacific Ltd. |
| 插曲   | 〈只記今朝笑〉 | 黃霑 | 黃霑 | 顧嘉煇 | 林青霞（國語版）、呂珊（粵語版） | BMG Pacific Ltd. |

〈只記今朝笑〉，曲風活潑清新，跟〈滄〉均以純五聲音階寫成，中段加入後者的對位副旋律，獲評「襯托得十分自然流暢」、「粵語流行曲中難得運用一大段對位旋律，而且主副旋律都是五聲音階的；儘管對位是西方技巧，歌曲卻富於中國小調味」:75:137。編曲突出大鼓、嗩吶、古箏、三弦等中樂器。歌詞則藉「明麗」的自然意象抒發及時行樂的心境。

## 獎項
| 年份 | 頒獎典禮             | 獎項             | 名字                                            | 結果 |
| ---- | -------------------- | ---------------- | ----------------------------------------------- | ---- |
| 1992 | 第29屆金馬獎         | 最佳改編劇本     | 徐克、陳天璇、鄧碧燕                            | 提名 |
| 1992 | 第29屆金馬獎         | 最佳造型設計     | 張叔平、余家安                                  | 提名 |
| 1993 | 第12屆香港電影金像獎 | 最佳女主角       | 林青霞                                          | 提名 |
| 1993 | 第12屆香港電影金像獎 | 最佳剪接         | 麥子善                                          | 提名 |
| 1993 | 第12屆香港電影金像獎 | 最佳美術指導     | 梁華生、鍾移風                                  | 提名 |
| 1993 | 第12屆香港電影金像獎 | 最佳服裝造型設計 | 張叔平、余家安                                  | 獲獎 |
| 1993 | 第12屆香港電影金像獎 | 最佳動作指導     | 程小東、元彬、馬玉成、張耀星                    | 提名 |
| 1993 | 第12屆香港電影金像獎 | 最佳電影配樂     | 袁卓凡                                          | 提名 |
| 1993 | 第12屆香港電影金像獎 | 最佳電影歌曲     | 〈只記今朝笑〉 主唱：呂珊 作曲：黃霑 填詞：黃霑 | 提名 |

## 角色原型
徐克多次提及東方不敗的角色靈感為《新蜀山劍俠》中林青霞的血魔造型。徐克：「我接觸東方不敗的第一印象就即時聯想起《蜀山》裡林青霞的妖女造型，一個結合邪惡與美麗的造型。」香港電影類型論 羅卡  p54

## 其他
據電影雜誌《看電影》一篇專訪，片中的七言絕句「天下風雲出我輩......只嘆江湖幾人回」是徐克的創作。
金庸曾經說過一句話：「在我看來，所有扮演令狐沖的演員中形象和氣質最像令狐沖的，李連杰第一。」

## 影響
掀起香港新派武俠電影浪潮
作為一部里程碑式的武俠電影，《東方不敗》可以說是“新派武俠”這個時尚名詞的代言和奠基者。片中美倫美奐的場景；瀟灑飄逸的動作；動人心魄的樂曲令所有一代人為之動容、為之記憶留心。後來觀眾把《笑傲江湖II東方不敗》和《東方不敗之風雲再起》等港產武俠片視作「邪典電影」（Cult Film）來欣賞。
創造了亞洲電影的一位完美偶像
東方不敗這個角色使林青霞成為亞洲電影的一位完美偶像，讓她完成了由台灣瓊瑤電影中純情女生到一代電影女神的蛻變，再創事業高峰，成為90年代初期香港影壇最炙手可熱的女星，亦在南韓多次打入優先雜誌最受歡迎外國明星的排行榜。
至今影響網路流行文化：當網絡文學興起時，東方不敗成為大受歡迎的同人小說主角之一。
據2012年媒體粗略統計，在著名的華語原創文學網站起點網上有218部以東方不敗為主角的同人小說，而晉江原創網上東方不敗做主角的小說數量達到了442部，其中很多作品的總字數超過10萬字。Cosplay中，也出現的模仿電影造型，或高度原創造型的東方不敗，其共同點是高度美化和唯持紅色系為基調。大大有別原作中被令狐冲諷為“老旦”的東方不敗形象。
流行用語
隨著電影《笑傲江湖之東方不敗》票房告捷，東方不敗一詞忽然也“一夜成名”，成為媒體流行語新寵。由聯合報系的標題查找系統看來，1951年到1992年，東方不敗一詞出現過11次，皆為電影笑傲江湖之東方不敗的相關消息，而1992年到2006年，東方不敗出現在標題出現407次，已不必然和電影東方不敗，或金庸原作中的東方不敗相關，例如“東方不敗張清芳”“「東方不敗」沒被電暈暴龍逆轉雷霆奪5連勝”等等。
日本動畫《機動武鬥傳G鋼彈》導演今川泰宏受香港電影影響甚深，動畫中主角的師父名為「東方不敗」，為電影「笑傲江湖二之東方不敗」同名主角；東方不敗的愛馬取名「風雲再起」，名稱來自電影東方不敗之風雲再起，所以東方不敗的愛駒就起名為風雲再起。

## 外部連結
- 香港影庫上《笑傲江湖II東方不敗》的資料（繁體中文）
- 開眼電影網上《笑傲江湖II東方不敗》的資料（繁體中文）
- 豆瓣电影上《笑傲江湖II東方不敗》的資料 （简体中文）
- 时光网上《笑傲江湖II東方不敗》的資料（简体中文）
- AllMovie上《笑傲江湖II東方不敗》的资料（英文）
- 爛番茄上《笑傲江湖II東方不敗》的資料（英文）
- 互联网电影数据库（IMDb）上《笑傲江湖II東方不敗》的资料（英文）